# American Unitarian Association
L'American Unitarian Association (AUA) fut créée par un groupe de religieux protestants en 1825 à Boston.

## Historique
L'AUA a été fondée comme une association de ministres et de laïcs de confession unitarienne, c'est-à-dire qui rejettent le dogme de la Trinité.
L'unitarisme est issu des Églises congrégationalistes (puritaines) de la Nouvelle-Angleterre, dont il se détacha graduellement à partir du XVIIIe siècle en raison de la présence croissante d'idées ariennes et déistes parmi les pasteurs congrégationalistes les plus libéraux, pour aboutir au schisme de 1825.
Avec le passage du temps, l'AUA a cessé d'être une Association de personnes pour devenir une Association des paroisses qui se sont identifiés à la théologie unitarienne de ses fondateurs. L'Association Unitarienne Américaine disparut en 1961 et a fusionné avec l'Église Universaliste d'Amérique pour former l'actuelle Association universaliste unitarienne.